# Basilica di San Nicolò (Lecco)
(Iscrizione sulla facciata)
La basilica di San Nicolò, già collegiata prepositurale, è il duomo di Lecco.

Situata in posizione rialzata, la chiesa plebana sorge sui resti dell'antica cinta muraria ed è sede del prevosto di Lecco nonché del decanato dell'arcidiocesi di Milano. Venne dedicata a san Nicolò, patrono dei naviganti e dei barcaioli.

Ad identificare la chiesa è l'altissimo campanile, che, con i suoi 96 metri di altezza, rappresenta una delle torri campanarie più alte d'Italia.

## Storia
La chiesa venne con ogni probabilità costruita su precedenti resti di fortificazione della città, anche se le più antiche menzioni storiche della chiesa di San Nicolo risalgono al XIII secolo. Il primo documento scritto che parla di questo edificio religioso risale infatti al 1252, e la chiesa risulta anche citata nel Liber Notitiae Sanctorum Mediolani. Il primitivo edificio religioso medievale si presentava con una struttura a tre navate.
Al 23 agosto 1584 risale la data della traslazione della sede della pieve da Castello (oggi rione della città) a Lecco, con decreto di san Carlo Borromeo la cui copia è custodita nell'archivio Plebano.
La prima opera di ricostruzione della basilica iniziò nel 1596, e proseguì a fasi differenti fino al 1774, quando l'edificio venne dotato di una facciata neoclassica, con timpano triangolare e sei paraste ioniche. Nel XIX secolo si pensò ad un ampliamento sostanziale della chiesa. L'attuale aspetto fu progettato dall'architetto Giuseppe Bovara, che vi lavorò dal 1831 al 1862; al settembre 1930 risale la consacrazione del tempio per opera del cardinale Ildefonso Schuster proclamato beato nel 1996. La facciata venne invece terminata successivamente, nel 1881-83, contemporaneamente ai progetti di realizzazione del campanile neogotico (il precedente venne inglobato nel nuovo edificio). Eretto a fasi alterne sui resti di un antico bastione spagnolo circolare, fu inaugurato la notte di Natale del 1904.
Dal 22 gennaio 1943 è basilica romana minore.

## Descrizione

### Arte e architettura

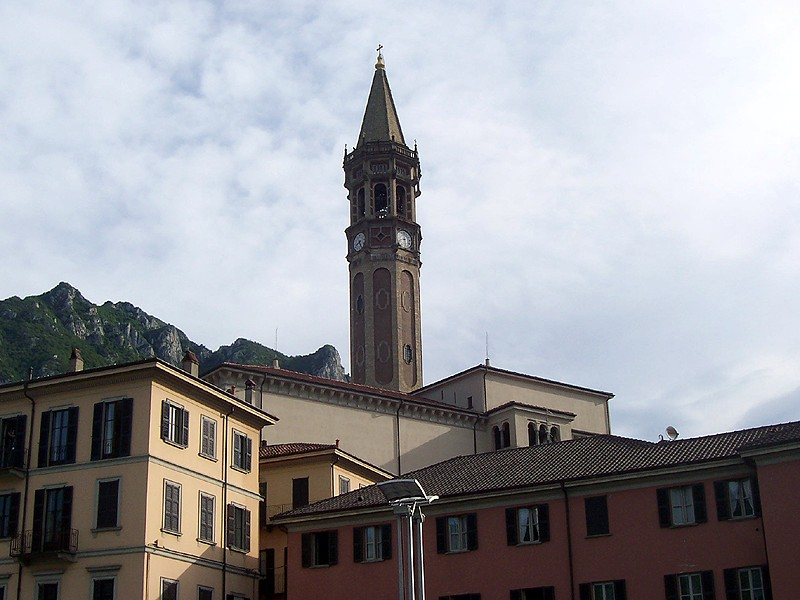
Il campanile

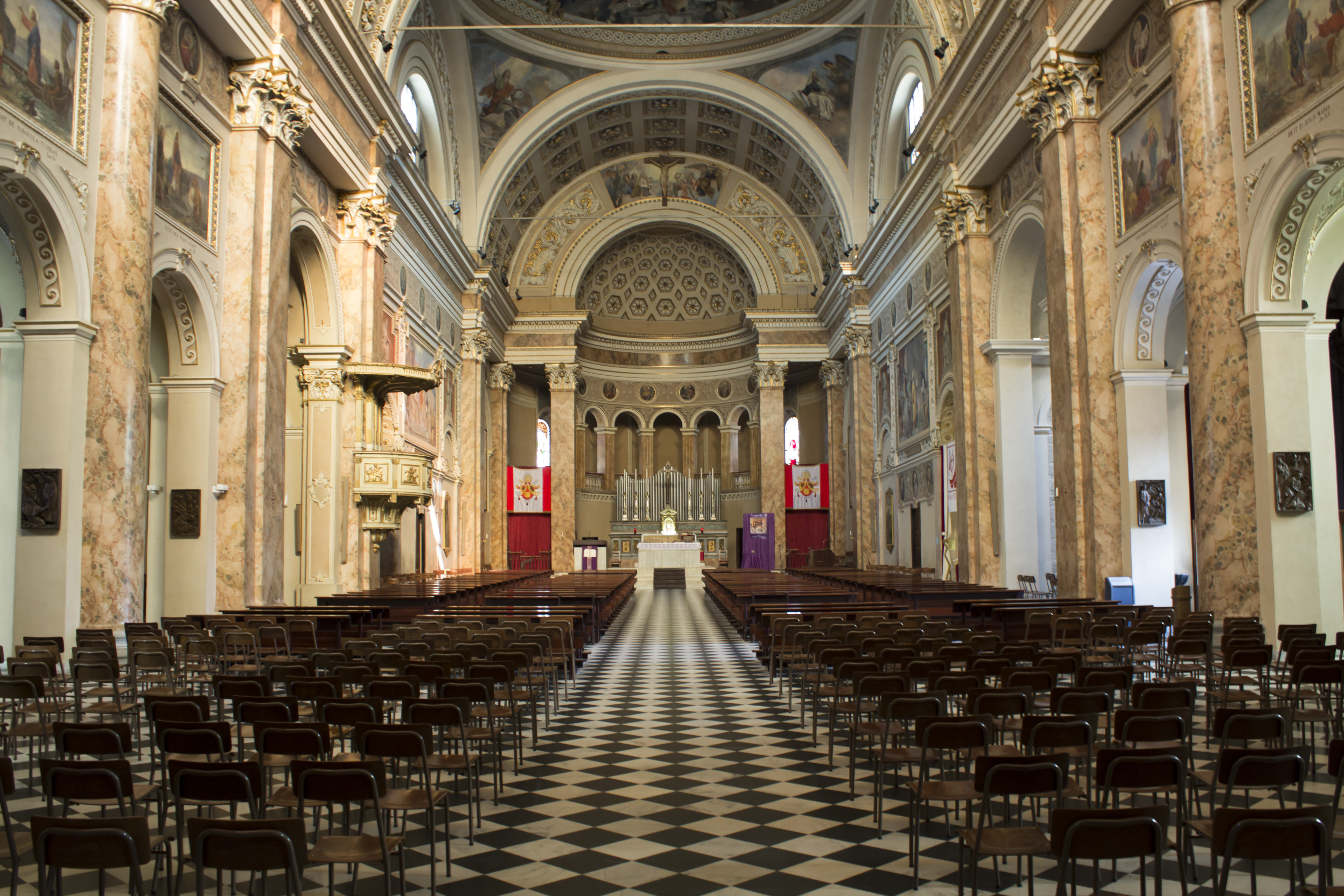
Particolare della navata centrale

La basilica di San Nicolò sorge nel cuore della città di Lecco, in posizione rialzata nei pressi del lago di Como. È orientata sull'asse sud-ovest-nord-est, con la facciata rivolta a sud-ovest, in direzione del lago.
La basilica è preceduta da un vasto sagrato al quale si accede tramite una doppia scalinata in pietra grigia. La facciata neoclassica è a capanna, sormontata da un semplice frontone triangolare idealmente sorretto da sei lesene ioniche scanalate. Al centro della facciata si apre il portale, con semplice cornice in marmo, con ai lati, due a destra e due a sinistra, quattro nicche semicircolari.
Le porte d'ingresso risalgono al 1975 quando Enrico Manfrini realizza, in sostituzione delle originarie, tre portoni con dei rilievi in bronzo inserendosi senza clamore nell'imponente facciata del Bovara. La maggiore, detta della Misericordia, è affiancata da due più piccole laterali dette dei Papi e dei Santi raffigurando nella parte centrale gli altorilievi del Cristo e la Madonna mentre le formelle narrative a bassorilievo narrano storie della Redenzione attraverso alcuni episodi evangelici i quali sono ritratti nei tondi posti alla base. Le porte laterali raffigurano in una i Papi lombardi Giovanni XXIII e Paolo VI e nell'altra i due santi patroni della città: San Nicolò e Santo Stefano.
Alla sinistra della basilica, all'altezza del presbiterio, isolato da altri edifici, si innalza la torre campanaria neogotica, simbolo della città, costruita tra il 1882 e il 1904 alta ben 96 metri, la più elevata dell'Arcidiocesi di Milano. All'interno della cella campanaria, si trova un concerto di 9 campane in Si♭2 la cui campana principale pesa 27 quintali ed è opera del fonditore grosino Giorgio Pruneri (1904).
L'interno è a tre navate, una centrale e due navatelli ai lati con cappelle perimetrali; la navata centrale è coperta con volta a botte e termina con un'abside semicircolare cinta da un deambulatorio con matroneo e preceduta dalla cupola affrescata con l'apparizione della Madonna del Rosario a San Pio V per annunciare la vittoria di Lepanto (1571) e l'istituzione della festa del Rosario; la santa Vergine appare in trono tra i Santi Domenico di Guzmán e Caterina da Siena mentre a destra in ginocchio San Pio V contempla l'apparizione. L'intero spazio sacro è arricchito da un vasto ciclo di pitture murarie. I grandi quadri delle pareti della navata centrale raccontano la storia di Gesù dall'incontro con la Samaritana all'ingresso a Gerusalemme mentre le volte sono decorate con affreschi raffiguranti scene evangeliche e con quaranta medaglioni di vescovi santi. Di straordinario valore gli affreschi di scuola giottesca, come l'Annunciazione e la Deposizione oltre ad una splendida serie rappresentante la vita di Sant'Antonio Abate. Più recenti le decorazioni della navata centrale: 
- dieci riquadri con episodi evangelici, opere realizzate a fine Ottocento da Casimiro Radice (1834-1908) con l'aiuto di Giovanni Valtorta (1811-1882);[1]
- le due vetrate liberty nelle pareti del coro, raffiguranti i santi Ambrogio e Carlo Borromeo;[1]
- 14 pannelli bronzei risalenti al 1969, raffiguranti la Via Crucis, ad opera di Enrico Manfrini, che pochi anni dopo si dedicò alla progettazione dei portoni d'ingresso.

Sulle pareti della navata trovano posto anche alcuni dipinti attribuiti a Luigi Tagliaferri.
A seguito di restauri eseguiti negli anni sessanta del XX secolo, emersero sulle pareti frammenti pittorici della fine del XIV secolo e dell'inizio del XV. La cappella del battistero è l'unica parte rimasta dell'originaria chiesa duecentesca, mentre il fonte battesimale ivi contenuto risale al 1596. Di epoca medievale è inoltre un'acquasantiera.
Accanto al tempio sorge l'Oratorio parrocchiale di San Luigi, dalla storia più che centenaria che ancora oggi è frequentato da numerosi bambini, ragazzi, giovani e famiglie. Dell'oratorio fa parte anche la splendida cappella dedicata alla Madonna Immacolata e una lapide che elenca i benefattori della basilica.

### Organi a canne

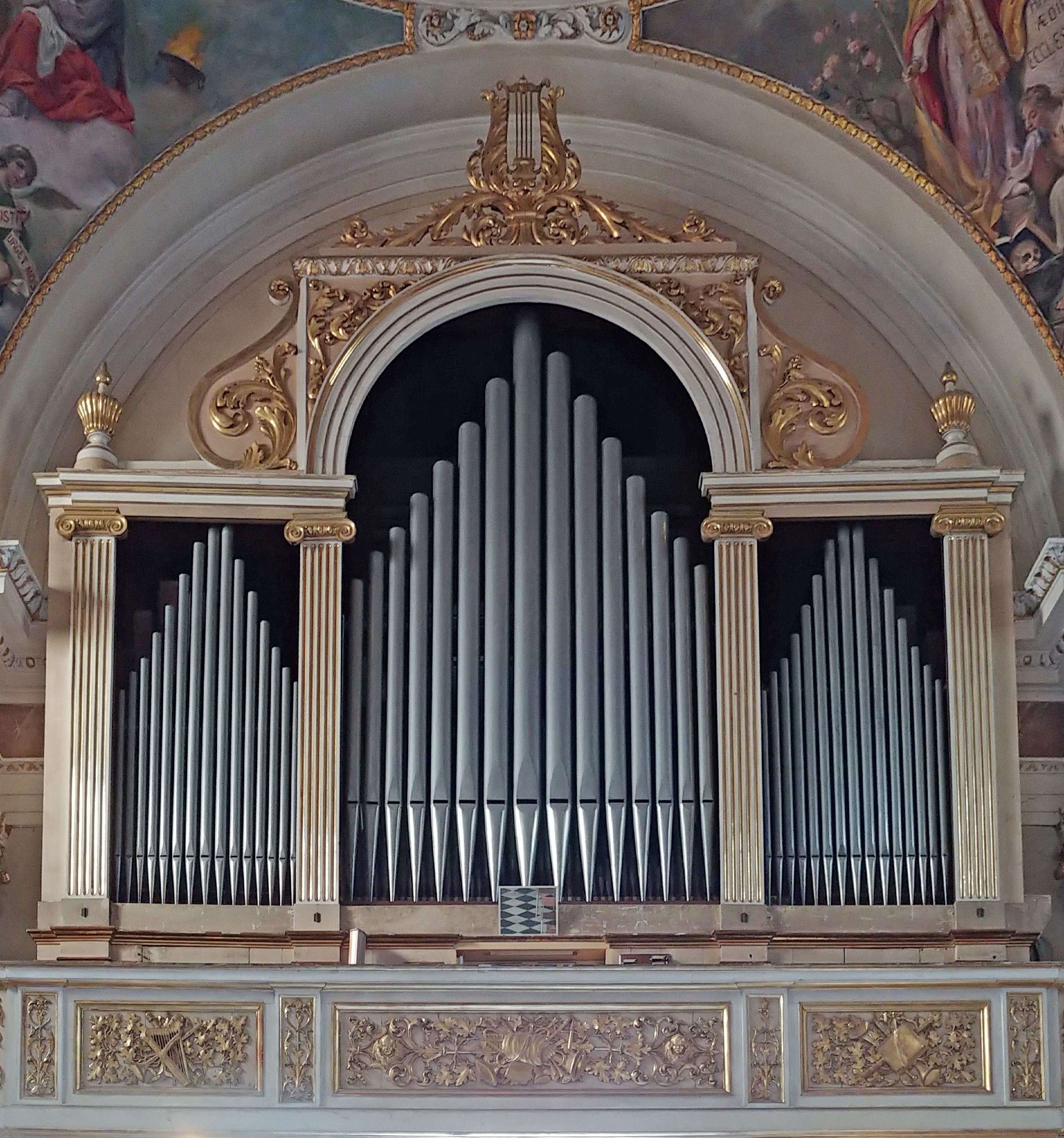
Organo Bernasconi

La basilica di San Nicolò dispone di due organi, uno sulla contro-facciata (di seguito: organo maggiore) ed uno nell'abside (organo corale). Durante le funzioni religiose, viene oggi utilizzato il solo organo corale, mentre l'organo più antico è azionato solo per concerti.

#### Organo maggiore
Sulla cantoria in controfacciata, si trova l'organo a canne, costruito nel 1861 dall'organaro bosino Giuseppe Bernasconi riutilizzando parte del materiale fonico del precedente organo Serassi. Lo strumento è a trasmissione integralmente meccanica, con due tastiere (la prima Grand'Organo, la seconda Espressivo) di 61 note ciascuna con prima ottava cromatica e pedaliera dritta di 27 note con prima ottava cromatica.

#### Organo corale
Nell'abside, alle spalle dell'altare maggiore, si trova un secondo organo a canne, costruito nel 1974 dalla ditta organaria milanese Balbiani Vegezzi-Bossi.
Lo strumento è a trasmissione elettrica, con mostra ceciliana composta da canne di principale disposte a palizzata e consolle mobile indipendente sulla destra del presbiterio avente due tastiere di 61 note ciascuna e pedaliera concavo-radiale di 32.